# لویستاون (میزوری)
لویستاون (به انگلیسی: Lewistown) یک شهر در ایالات متحده آمریکا است، که در شهرستان لویس-میزوری واقع شده‌است. لویستاون ۱٫۲۴ کیلومتر مربع مساحت و ۵۳۴ نفر جمعیت دارد و ۲۲۰ متر بالاتر از سطح دریا قرار دارد.